# Hällestads distrikt, Östergötland
Hällestads distrikt är ett distrikt i Finspångs kommun och Östergötlands län. 
Distriktet ligger väster om Finspång. 

## Tidigare administrativ tillhörighet
Distriktet inrättades 2016 och utgör socknen Hällestad i Finspångs kommun.
Området motsvarar den omfattning Hällestads församling hade vid årsskiftet 1999/2000.